# Egginer
Egginer är en bergstopp i Schweiz. Den ligger i distriktet Visp och kantonen Valais, i den södra delen av landet. Toppen på Egginer är 3 367 meter över havet.
Den högsta punkten i närheten är Dom, 4 545 meter över havet, 5,9 km väster om Egginer.
Trakten runt Egginer består i huvudsak av kala bergstoppar och isformationer.